# Khūlak
Khūlak (persiska: خولک) är en ort i Iran.   Den ligger i provinsen Gilan, i den nordvästra delen av landet, 220 km nordväst om huvudstaden Teheran. Khūlak ligger 207 meter över havet och antalet invånare är 108.
Terrängen runt Khūlak är kuperad åt nordost, men åt sydväst är den bergig. Runt Khūlak är det ganska glesbefolkat, med 45 invånare per kvadratkilometer. Närmaste större samhälle är Rostamābād, 11,3 km söder om Khūlak. I omgivningarna runt Khūlak växer i huvudsak blandskog.